# Třída W (1914)
Třída W byla třída diesel-elektrických ponorek britského královského námořnictva. Celkem byly postaveny čtyři jednotky této třídy. Do služby byly zařazeny v letech 1915–1916. Roku 1916 byly předány italskému námořnictvu, neboť britské námořnictvo mělo ponorek dostatek a třída s pouhými čtyřmi jednotkami byla považována za nestandardní. Italské královské námořnictvo je provozovalo do roku 1919, přičemž W4 byla za první světové války ztracena.

## Stavba
V lednu 1913 byla u britské loděnice Armstrong Whitworth v Elswicku objednána stavba ponorek W1 a W2. Objednávka navazovala na britskou návštěvu ve francouzské loděnici Schneider v Toulonu. Zároveň byla splněním slibu daného britské loděnici, že bude ročně stavět dvě ponorky. Ponorky představovaly derivát francouzských ponorek Schneider-Laubeuf. V srpnu 1913 byly objednány ještě ponorky W3 a W4, jejichž konstrukce byla upravena dle britských požadavků, zejména byla odstraněna externě nesená torpéda vypouštěná pomocí systému Drzwiecki. Do služby byly přijaty v letech 1915–1916.
Jednotky třídy W:
| Jméno  | Založení kýlu | Spuštěna | Vstup do služby | Poznámky                                                                 |
| ------ | ------------- | -------- | --------------- | ------------------------------------------------------------------------ |
| HMS W1 | 1913          | 1914     | leden 1915      | V srpnu 1916 předána Itálii. Vyřazena v září 1919.                       |
| HMS W2 | 1913          | 1915     | květen 1915     | V srpnu 1916 předána Itálii. Vyřazena v září 1919.                       |
| HMS W3 | 1914          | 1915     | únor 1916       | V srpnu 1916 předána Itálii. Vyřazena v září 1919.                       |
| HMS W4 | 1914          | 1915     | červen 1916     | V srpnu 1916 předána Itálii. Potopena v srpnu 1917, pravděpodobně minou. |

## Konstrukce

### W1, W2
Ponorky byly vyzbrojeny dvěma příďovými 457mm torpédomety se zásobou dvou torpéd. Doplňovaly je čtyři externě uložená 457mm torpéda. Pohonný systém tvořily dva diesely Schneider-Laubeuf o výkonu 710 hp a dva elektromotory o výkonu 480 hp, pohánějící dva lodní šrouby. Nejvyšší rychlost na hladině dosahovala třináct uzlů a pod hladinou 8,5 uzlů. Dosah byl 2500 námořních mil při rychlosti devět uzlů na hladině. Operační hloubka ponoru až 30 metrů.

### W3, W4
Ponorky byly vyzbrojeny dvěma příďovými 457mm torpédomety se zásobou čtyř torpéd. Pohonný systém tvořily dva diesely Schneider-Laubeuf o výkonu 760 hp a dva elektromotory o výkonu 480 hp, pohánějící dva lodní šrouby. Nejvyšší rychlost na hladině dosahovala třináct uzlů a pod hladinou 8,5 uzlů. Dosah byl 2500 námořních mil při rychlosti devět uzlů na hladině. Operační hloubka ponoru až 30 metrů.